# Phlogochroa haemorrhanta
Phlogochroa haemorrhanta là một loài bướm đêm trong họ Noctuidae.